# 百合圣母教堂

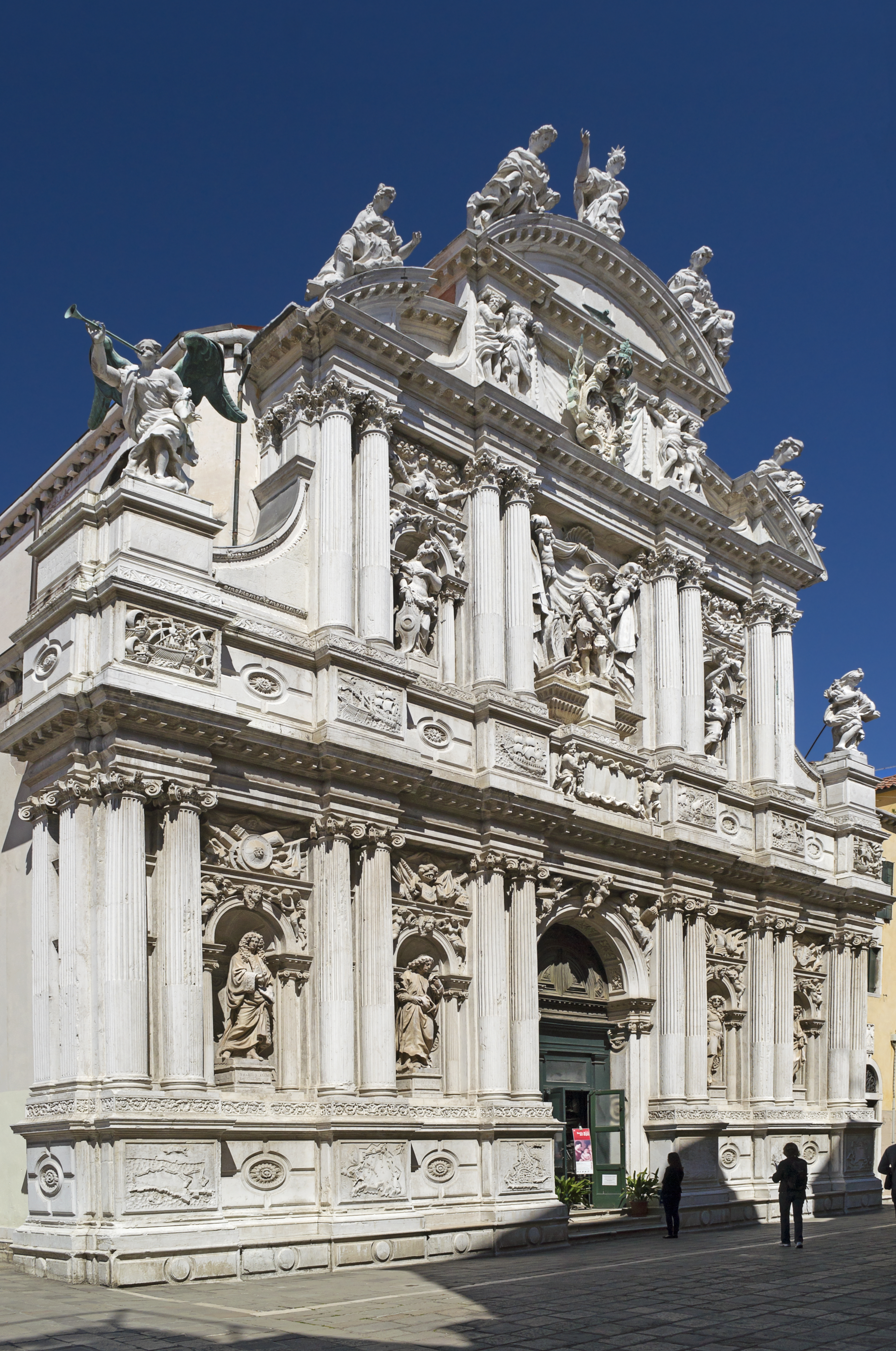
立面

百合圣母教堂（Chiesa di Santa Maria del Giglio），又名佐比尼果圣母教堂（Santa Maria Zobenigo），是意大利威尼斯的一座教堂，位于圣马可区圣马可广场以西的佐比尼果小广场（Campo Santa Maria Zobenigo）。圣母百合是天使加百列在报喜时所献的花，佐比尼果家族在9世纪创建了这座教堂。
这座教堂由Giuseppe Sardi 为安东尼奥·巴巴罗将军重建于1678年到1681年，拥有全威尼斯最美的巴洛克立面之一。上面的大理石浮雕地图是巴巴罗曾经服役的地点，包括伊拉克利翁、扎达尔、帕多瓦、罗马、科孚和斯普利特。在中间是他本人的雕像，两侧的雕像分别代表荣誉、美德、名誉与智慧。在立面的顶部刻着巴巴罗家族的徽章。
百合圣母教堂现在隶属于圣梅瑟（San Moisè）本堂区。

## 内部
中央走道的天花板装饰着 Antonio Zanchi的大幅油画。沿着中央走道是不同艺术家所画的苦路组图（1755年至1756年），包括Francesco Zugno、Gianbattista Crosato、Gaspare Diziani和Jacopo Marieschi。该教堂有弗拉芒画家鲁本斯在威尼斯的画作《圣母子与年轻的圣若望》。在正祭台后面的圣所是丁托列托的画作传福音者。风琴上是亚历山德罗·维多利亚（Alessandro Vittoria）、Sebastiano Ricci、Giambattista Piazzetta、Jacopo Palma il Giovane和Gian Maria Morlaiter的作品。另一幅丁托列托的画《基督和两位圣徒》在北走道，重建时已被破坏。

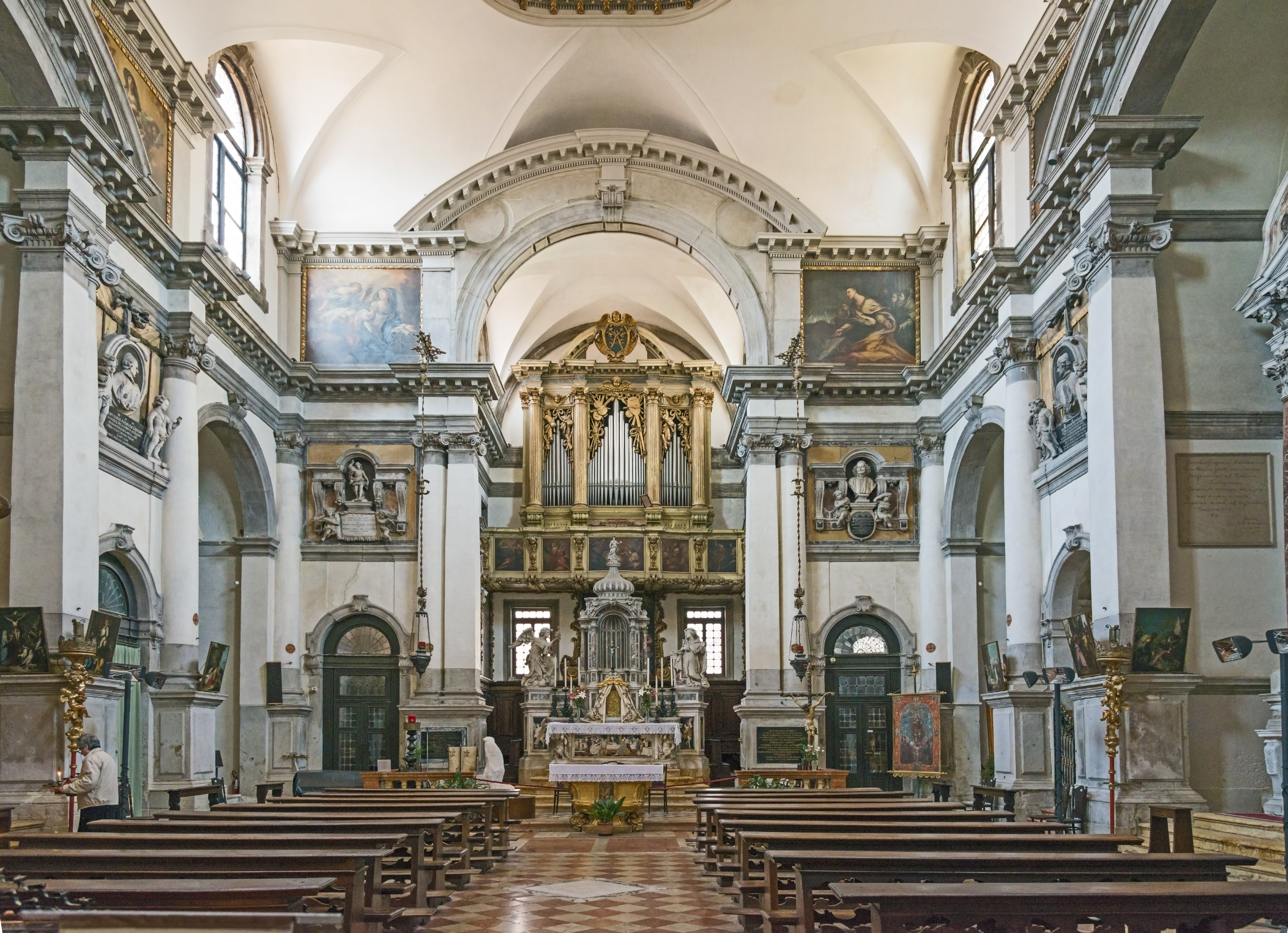
室内
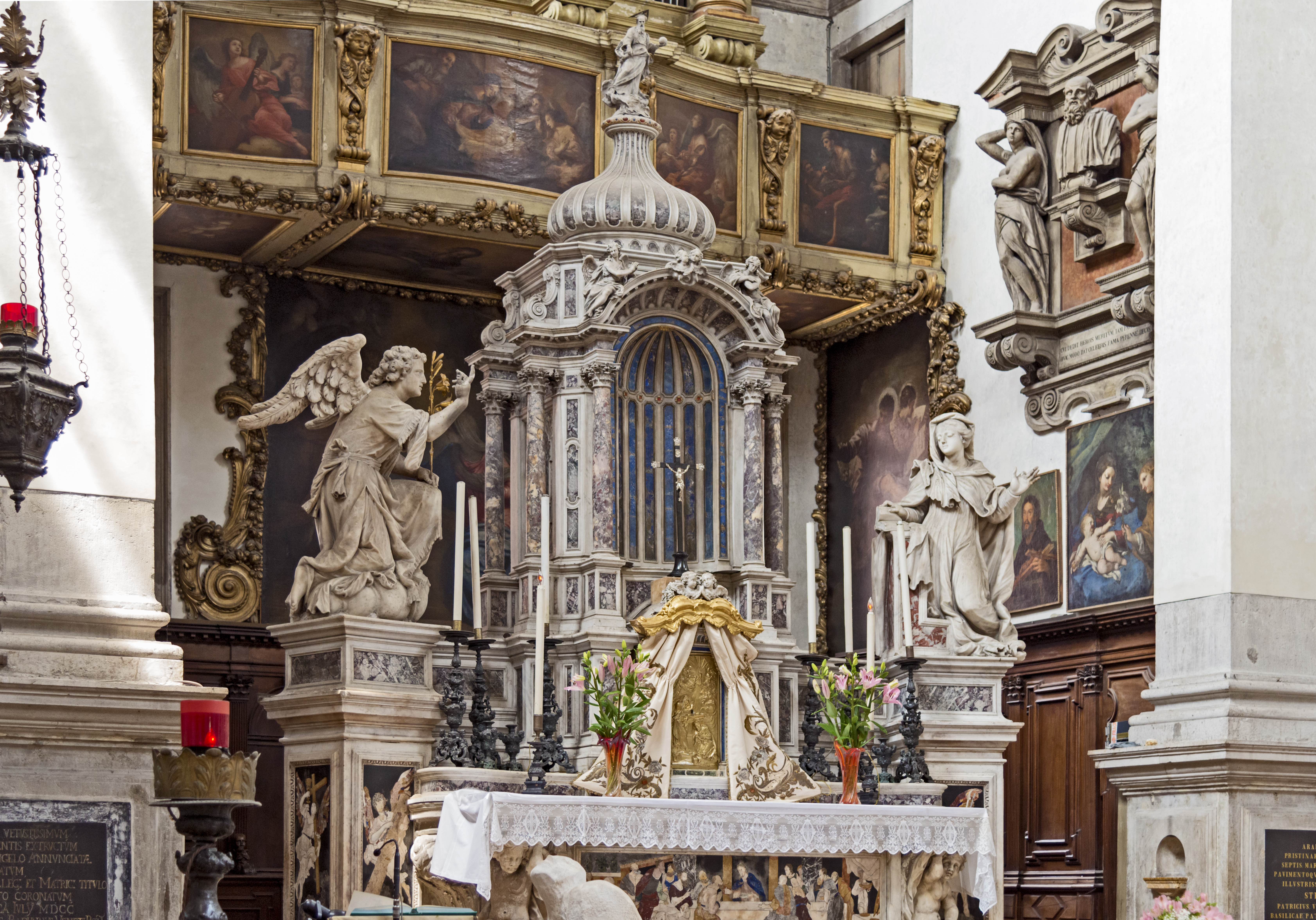
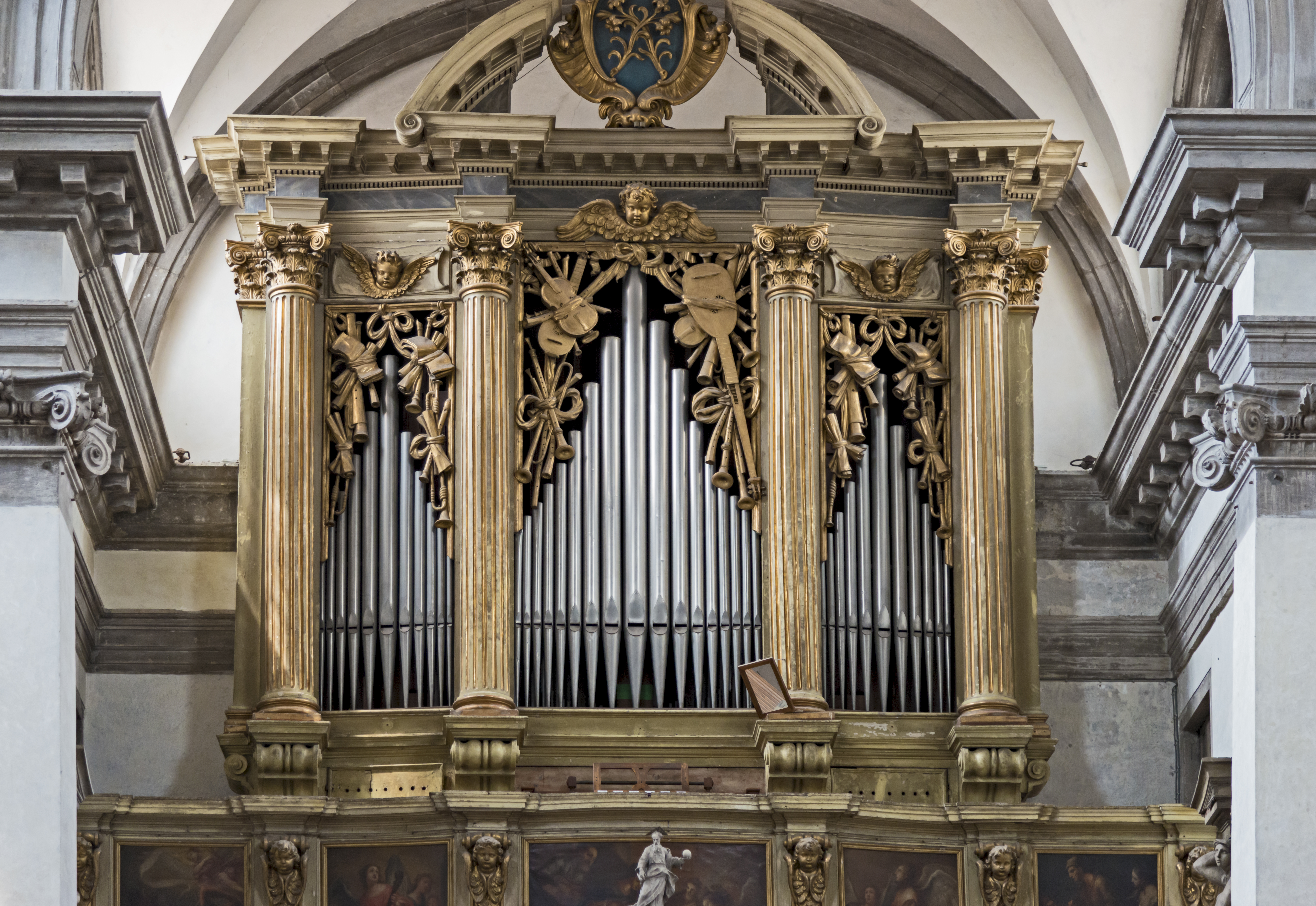
オルガン